# Sklené Teplice
Sklené Teplice é um município da Eslováquia localizado no distrito de Žiar nad Hronom, região de Banská Bystrica.

## Demografia
| Ano:        | 1994 | 2004   | 2014   | 2024    |
| ----------- | ---- | ------ | ------ | ------- |
| Broj ljudi: | 448  | 435    | 412    | 368     |
| Razlika:    |      | -2,90% | -5,28% | -10,67% |

| Ano:               | 2023 | 2024   |
| ------------------ | ---- | ------ |
| Número de pessoas: | 376  | 368    |
| Diferença:         |      | -2,12% |